# سيباستيان شاربنتييه (متسابق دراجات نارية)
سيباستيان شاربنتييه (بالفرنسية: Sébastien Charpentier)‏ مواليد 26 مارس 1973 في شارنت، فرنسا، هو متسابق دراجات نارية فرنسي فاز ببطولة العالم للسوبرسبورت.

## البطولات
- بطولة العالم للسوبرسبورت 2005
- بطولة العالم للسوبرسبورت 2006

## روابط خارجية
- سيباستيان شاربنتييه على موقع WorldSBK.com (الإنجليزية)